# PrivatAir

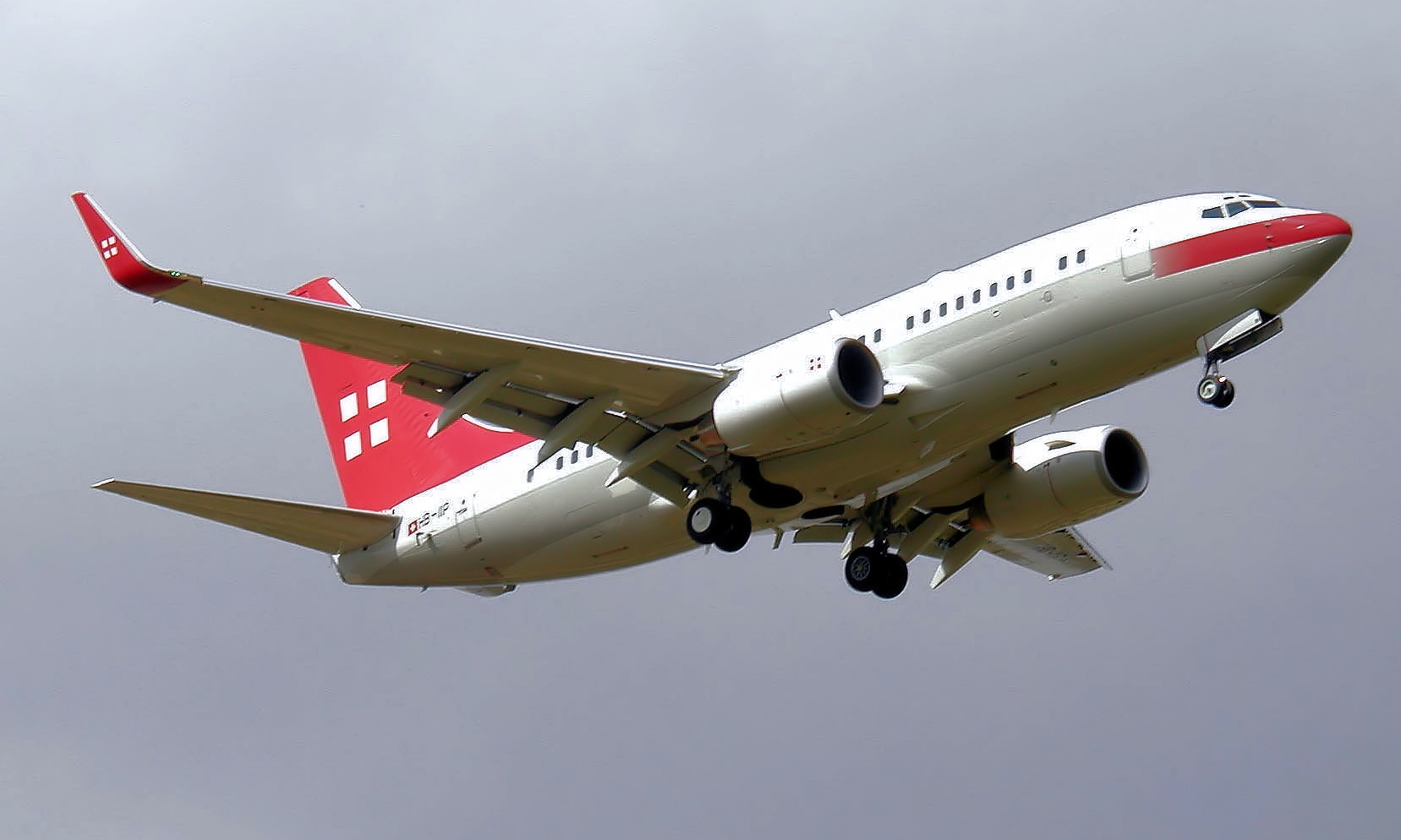
Boeing 737-700 linii PrivatAir

PrivatAir – nieistniejąca szwajcarska linia lotnicza z siedzibą w Meyrin, koło Genewy.
5 grudnia 2018 roku linia ogłosiła zaprzestanie działalności.